# Magsingal

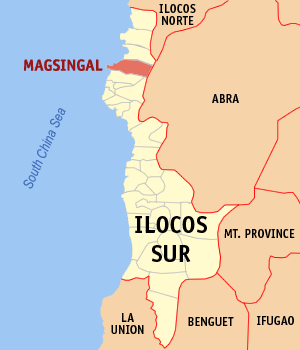
Bản đồ Ilocos Sur với vị trí của Magsingal

Magsingal là một đô thị hạng 4 ở tỉnh Ilocos Sur, Philippines. Theo điều tra dân số năm 2000 của Philipin, đô thị này có dân số 25.580 người trong 5.311 hộ.

## Các đơn vị hành chính
Magsingal được chia ra 30 barangay.
| - Alangan - Bacar - Barbarit - Bungro - Cabaroan - Cadanglaan - Caraisan - Dacutan - Labut - Maas-asin - Macatcatud - Namalpalan - Manzante - Maratudo - Miramar | - Napo - Pagsanaan Norte - Pagsanaan Sur - Panay Norte - Panay Sur - Patong - Puro (Puro Pinget) - San Basilio - San Clemente - San Julian - San Lucas - San Ramon - San Vicente - Santa Monica - Sarsaracat |